# Кизил-Ярська сільська рада
Кизи́л-Я́рська сільська рада (рос. Кызыл-Ярский сельский совет) — муніципальне утворення у складі Єрмекеєвського району Башкортостану, Росія. Адміністративний центр — село Суєрметово.

## Населення
Населення — 573 особи (2019, 651 в 2010, 717 в 2002).

## Склад
До складу поселення входять такі населені пункти:
| Населений пункт    | Населення, осіб (2002) | Населення, осіб (2010) |
| ------------------ | ---------------------- | ---------------------- |
| Кизил-Яр, село     | 87                     | 72                     |
| Кулбаєво, село     | 370                    | 339                    |
| Кушкаран, присілок | 75                     | 74                     |
| Суєрметово, село   | 185                    | 166                    |